# Subulispora elegantissima
Subulispora elegantissima är en svampart som beskrevs av P.M. Kirk 1985. Subulispora elegantissima ingår i släktet Subulispora, divisionen sporsäcksvampar och riket svampar.   Inga underarter finns listade i Catalogue of Life.